# 火焰之纹章if
《火焰之紋章if》是Intelligent Systems製作、任天堂發行的戰略角色扮演遊戲。《if》是火焰之紋章系列的第14款作品，也是該系列第二部適用於任天堂3DS的遊戲。與之前的作品不同，《if》以三個版本發行，每個版本都會以相同角色為中心但展開完全不同的故事情節：《白夜王國》版和《暗夜王國》版以實體版本發售，《透魔王國》則以追加下載內容形式（DLC）推出。
遊戲故事講述玩家扮演的主角被捲入白夜王國和暗夜王國之間的戰爭，無論他選擇支持哪一勢力，必然會受到另一方的責罵。而在DLC中，玩家亦可選擇不支持任何一方的第三路線，直面引起兩國戰爭的幕後黑手。遊戲玩法遵循系列傳統，每場戰鬥都在網格狀地圖上進行，當玩家角色被敵方擊敗便會永久死亡。此外，遊戲增添或沿用前作《火焰之纹章 觉醒》不少功能，包括角色培養，難度級別調整機制，禁用角色永久死亡的休閒模式和不死鳥模式，以及戰鬥期間的視角切換。
在《覺醒》取得商業成功後，任天堂隨即批准新作開發。不少曾經參與製作《覺醒》的開發人員回歸，同時亦有新面孔加入。團隊的主要關注點是在原有玩法上改良和添加新功能，並改善受部份粉絲批評的故事。為此，團隊請來曾經創作多部漫畫和劇集的樹林伸擔任編劇。為了展示故事的多方面並為玩家提供不同的遊戲體驗，團隊決定把遊戲拆分為多個版本。自2015年起，《if》陸續在日本、臺港、北美、歐洲開賣。《if》推出後獲得業界高度好評，評論家們表示《白夜王國》對新玩家來說較易入口，稱讚《暗夜王國》的難度，並指《透魔王國》是個很好的中間立場故事，玩法也在其他兩版之間取得平衡。

## 玩法
《火焰之紋章if》是一款戰略角色扮演遊戲，玩家可以在遊戲內創建「個人單位」，並能自定義單位的性別、髮色、特徵。遊戲設有普通、困難、瘋狂三種難度選項，另設傳統、休閒、不死鳥三種遊玩模式。傳統模式下，一旦角色單位在戰鬥時陣亡便會永久死亡，玩家亦不能在餘下章節內使用相關角色；休閒模式則取消永久死亡設定，即使角色單位陣亡亦可以在下場戰役再度參戰；而在不死鳥模式下，角色單位陣亡後便會在下一回合復活。不同遊戲版本有著各自的玩法。《白夜王國》的玩法類似於前作《覺醒》，任務通關條件大多為全殲敵軍和討伐敵將，玩家亦可在此版本參與遭遇戰（甚至花費金錢在不同地點開啟遭遇戰）來培育角色和賺取資金。相比之下，《暗夜王國》不設遭遇戰，玩家只能透過主線任務來培育角色，而任務通關條件則包括據點防守、據點鎮壓或逃脫等，部分還設回合數限制。《透魔王國》則混合了上述兩個版本的元素，主線任務帶有各種條件，但同時玩家亦可透過遭遇戰來培育角色和賺取資金。
遊戲新增「我的城堡」功能，玩家可以為其隊伍建立基地，並在該處建立商店，購買武器和物品，以及與盟友角色互動。玩家可升級基地商店來解鎖更多可供交易的物品。玩家甚至可在基地內建設和經營農場，並在餐廳向角色提供飲食，而這些食物可能為角色帶來正面或負面狀態。玩家也可招待其他角色至個人房間並進行互動。另一方面，玩家可利用瞬間交錯通訊來與其他玩家互動，例如到訪基地、與他們的角色隊伍戰鬥、購買物品和招募角色。由於《白夜王國》和《暗夜王國》所提供的遊戲物品不盡相同，玩家可藉此獲得無法在當前版本取得的道具。

### 戰鬥系統

遊戲畫面，顯示了敵我雙方單位的血量、攻擊力、命中率等資料

遊戲內的每場戰鬥都在網格狀地圖上進行，而戰鬥系統則採用回合制，以玩家單位、敵方單位及盟軍單位的排序進行。戰鬥期間，視角將會由俯視戰場切換到第三人稱。每張地圖都有着獨特的地形環境，例如山脈、河流、平原、森林等。遊戲中，繼承了龍之血脈的角色和每個王國的王室成員均具有使用「龍脈」的力量，玩家可透過此地圖機關來改變地型，但效果並非完全利於玩家一方。遊戲雖然沿用武器三角系統來展示武器的優劣勢，但同時在其中增添新武器：長槍和暗器剋劍和魔法，劍和魔法剋斧和弓箭，斧和弓箭剋長槍和暗器。遊戲自《外傳》以來再度取消武器耐久度，取而代之的是強力武器會降低角色能力值。以勇敢之劍為例，這武器雖然賦予角色一回合攻擊兩次的能力，但同時會降低角色的物理防禦和魔法防禦。
遊戲內約有60種職業，不同職業均會影響角色在戰場上的可用武器類型、攻擊力和機動性。例如，魔術師和弓箭手的攻擊範圍和距離比近戰單位更大更遠，騎乘單位和飛行單位的機動性更強等。部份角色更有着獨特職業，例如個人單位神威的職業是暗夜王子／暗夜公主，而另一名女角阿庫婭的職業是歌姬。《白夜王國》和《暗夜王國》的職業各不相同，取材於各自國家的審美觀。遊戲亦廢除了以往職業限定性別的設定。當角色到達10級後，玩家便可利用道具「大師之證」來把他們晉升至上級職業。此時角色的能力值會有所提升，甚至解鎖新的武器類型。玩家亦可使用「平行之證」來改變他們的職業，轉職後角色等級、能力值和技能將獲保留。
遊戲設有支援系統，角色們可以透過對話來改善他們之間的關係，從而提升好感度。支援等級分為C至S級，其中C級為最低，同性角色最高可達A+級，而異性角色最高可達S級。當異性角色的支援等級到達S級後將會觸發戀愛和結婚事件，玩家可在外傳章節內找到並招募他們的孩子，孩子們的外表和能力值因父母而異。遊戲還引入了兩個特殊的職業轉換道具，適用於支援等級分別達A+級和S級的同性和異性角色。另外，遊戲亦改良了前作的搭擋系統。玩家可把兩個角色組隊來組成攻陣或防陣。在攻陣內，當玩家操縱前鋒角色攻擊敵人後，後衛角色便會發動援護攻擊，但傷害會較原本為低。而在防陣內，前鋒角色將會承受敵方傷害以及回擊，後衛角色則負責抵擋敵方追擊。戰鬥時敵方單位亦會組成攻陣和防陣。玩家也可透過「救出」指令把相鄰角色拉入另一角色的網格內來組成防陣。
遊戲具備多人連線遊戲功能。玩家可在五張地圖上與指定玩家、隨機玩家或本地多人連線來對戰。隨機戰鬥的規則主要分為標準規則或設有特殊限制，期間戰爭迷霧效果會被移除，回合限制為五分鐘。此外，遊戲首次支援任天堂發行的近距離通訊產品Amiibo，四個曾經出現在任天堂明星大亂鬥系列的角色（馬爾斯、艾克、魯弗萊、露琪娜）成為可招募單位。當玩家掃瞄Amiibo後，這些角色便會出現在「我的城堡」內，玩家與他們對話三遍後即可戰鬥。擊敗後，他們將會成為玩家的盟友並出現在主線任務內。在戰鬥前與他們交談則會獲得特殊物品，例如馬爾斯的冠冕或露琪娜的蝴蝶面具。Amiibo功能在劇情出現分歧和「我的城堡」解鎖後啟用。

## 概要

### 背景與角色

遊戲地圖，其中紅色部份是白夜王國，紫色部份是暗夜王國

遊戲背景主要設於白夜王國和暗夜王國。白夜王國位於東方靠海地區，暗夜王國則位於西方內陸地區，兩國被無盡峽谷分隔。兩國王族流有遠古龍族的血脈，但由於他們信奉不同的神祖龍，因此兩國戰爭不斷。但是，他們均不知道世上還存在第三位神祖龍：「透魔龍」海卓拉。海卓拉是透魔王國的統治者，該國位於無盡峽谷底部，大地裂為無數小塊並漂浮在天空上。追加地圖「看不見的歷史」揭示，海卓拉本是一條時常為人類解惑的善良龍族，但牠最終無法控制日益增長的力量和精神而墮落。殺害透魔王國的國王後，牠撕裂自己的靈魂製造了人類分身，並把剩餘的理智和善良寄於其中，希望這個分身能遏止本體。牠亦設下詛咒，任何人說出有關透魔王國的事便會失去性命。後來，人類分身在失去記憶的情況下四處遊蕩，很快便遇到白夜王國的水琴，兩人墜入愛河，最終誕下主角神威。而海卓拉的本體則開始組建一支隱形軍隊，企圖毀滅人類。遊戲中只有白夜和暗夜兩國的國王王后知道透魔王國的存在。在故事開始前數年，白夜國王皇在和平談判期間被暗夜國王加隆伏擊殺害，後者又綁架了皇的幼子神威，打算培育他來服務自己。與此同時，白夜王國為報復神威被擄而拐走暗夜王國公主阿庫婭，而皇的妻子水琴亦繼任成為女王。
遊戲主角的默認名字為神威，他（她）出生於白夜王國，但自小便淪為暗夜王國的人質，繼承了神祖龍之血使其可變身為龍。另一位主角阿庫婭的境遇則與神威完全相反，她雖然是生於暗夜王國的公主，卻又在白夜王國以公主身分生活。她能控制水，無論在哪條故事線都會成為神威的同伴。白夜王國的重要人物包括神威的生母、現任女王水琴，以及神威的親兄弟姊妹龍馬、拓海、火乃香、櫻。其中龍馬和拓海同是神器的使用者。暗夜王國一方的重要人物則包括神威的導師君特，國王加隆，以及義兄弟姐妹馬克斯、里昂、卡美拉、艾麗澤。馬克斯和里昂亦是神器主人。其他角色還包括前任白夜國王皇和「透魔龍」海卓拉。

### 劇情
某天，成年後的主角神威被暗夜國王加隆命令前往無盡峽谷查察白夜王國的要塞有否異樣。到達後，國王的手下卻三番四次挑釁白夜一方，戰鬥隨即打響，神威的導師君特更在混亂之中被國王手下推落峽谷。白夜士兵俘虜了神威，並認出他（她）是流落在外的白夜王族，於是把他（她）帶往王都面見女王和其他王族子嗣。回到王都後，神威與生母和自己真正的兄弟姐妹們重逢，並找回了過去被擄的記憶。突然，暗夜王國的軍隊攻擊王都，蒙面刺客趁亂刺殺神威，女王水琴捨身救下神威而殞命。目睹此事的神威在憤怒與悲傷下突然解放了「龍之力」，最終在阿庫婭的歌聲下恢復正常。事件過後，神威獲得了據說會自行擇主、只屬於救世英雄的傳奇神器「夜刀神」。兩國開戰，神威被迫作出選擇：在《白夜王國》版內，神威會支持他（她）的親兄弟姐妹；而在《暗夜王國》版內，神威則會與義兄弟姐妹站在同一陣線。無論神威作出怎樣選擇，都會受到另一方的責罵，漸漸被迫與之抗爭。
在《白夜王國》路線，神威會幫助他（她）的親兄弟姐妹保衛白夜王國免受暗夜王國的入侵。擊退敵軍後，神威一行人得知兩位兄弟龍馬和拓海意外失蹤，他們為了確認事實而前往南部諸國。途中，神威等人先後找回拓海和龍馬，並擊退前來阻擋他（她）的暗夜王國第一公主卡美拉和第二王子里昂。由於敵軍將至，神威等人只好往暗夜王國方向逃跑。進入暗夜王國後，神威意外得知阿庫婭被「歌的詛咒」纏身，當演唱具有特殊力量的歌時便會被詛咒反噬。後來，里昂再度出現阻撓神威，他被擊敗後向神威表示現時的他（她）無法戰勝第一王子馬克斯，但「虹之賢者」或許能給予幫助。完成考驗後，虹之賢者向神威說明「火焰紋章」的存在，並賦予力量至他（她）的武器上。返回暗夜王國並潛入王城後，馬克斯卻堵在眾人面前，並要求與神威一對一決鬥。在神威即將被馬克斯斬殺時，暗夜公主艾麗澤卻為神威擋下了致命一擊。兩人繼續戰鬥，而神威最終打倒馬克斯。在面對國王加隆的最後一戰中，神威在神器「夜刀神」獲得龍馬和拓海的神器力量加持下成功擊敗加隆。然而，阿庫婭卻過度使用力量來削弱加隆，最終逃不過被詛咒反噬消失的命運。戰爭結束後，龍馬加冕為白夜國王，里昂則即位暗夜國王，兩國亦達成和解並宣布往後將會共建美好未來。
在《暗夜王國》路線，神威會對抗白夜王國，並與他（她）的義兄弟姐妹合作從內部改革暗夜王國。擊退白夜王國軍後，神威背負著「白夜背叛者」的罪名回到暗夜王國，並被國王加隆質疑是臥底。雖然在兄弟的勸說下免於一死，但加隆卻指派神威一堆不可能的任務。期間，神威遇見了與自己境遇完全相反的阿庫婭。行軍途中，神威先後擊退白夜王國第二王子拓海和第一公主火乃香。接著，神威通過試煉並與虹之賢者見面，後者向他道出「火焰紋章」的秘密和增強神器威力的法門。離開時，加隆的貼身軍師馬克白卻要求神威處死虹之賢者，最終賢者不忍看到神威受煎熬而自行了斷。一天晚上，神威發現阿庫婭在湖邊徘徊，當他（她）追上後卻發現自己被傳送到透魔王國。此時，阿庫婭向神威透露加隆已被冒名頂替，並提議讓加隆坐上具有映照真實模樣能力的白夜王國王座以消除他的偽裝，神威同意。在入侵白夜王國期間，暗夜軍隊先後俘虜了公主櫻和火乃香，而拓海則在戰鬥期間從城牆一躍而下。在王座前，神威與第一王子龍馬交手並擊敗他，但加隆卻命令神威除掉龍馬，最終龍馬將一切都託付給神威，然後切腹自盡。加隆登上王座後現出原形，神威在神器「夜刀神」獲得馬克斯和里昂的神器力量加持下成功擊敗他。正當一切結束時，之前消失了的拓海突然現身並襲擊神威等人，在發現他早已喪命且被仇恨操縱後，神威最終擊敗他並解放其靈魂。如同《白夜王國》路線，阿庫婭過度使用力量被詛咒反噬，但神威未有看到她消失，只是認為她突然失踪。光陰似箭，馬克斯即位暗夜國王，火乃香則成為白夜的侯任女王，兩國亦達成和解並宣佈往後將會共同攜手前進。
在DLC《透魔王國》路線，神威拒絕協助白夜和暗夜王國，並被雙方痛斥為叛徒。面對雙方的追殺，神威、阿庫婭和一名隨從自無盡峽谷一躍而下，最後來到峽谷底部的透魔王國。阿庫婭解釋事情真相，指現任透魔王國的統治者海卓拉殺害了前任國王，並附身在暗夜國王加隆身上，企圖毀滅人類。阿庫婭還揭露她本是透魔王國的公主，其母帶著剛出生的她遠嫁至暗夜王國，但在說出透魔王國的事後便因詛咒而殞命。神威承諾不向其他人透露透魔王國的事，兩人又決定殺死海卓拉。眾人帶著君特回到現世，阿庫婭指他們必須在通道關閉前說服雙方停止爭鬥並站在同一陣線。神威前往白夜和暗夜王國，逐漸獲得親兄弟姊妹和義兄弟姐妹的信賴。期間，神威還得知他（她）的武器具有特殊力量，當與其他神器結合後便會成為能夠擊敗海卓拉的「火焰紋章」。進入透魔王國後，眾人遇上了已淪為海卓拉傀儡的水琴、阿庫婭的母親萱玫，以及當時殺害水琴的蒙面刺客皇。戰鬥期間，神威得知自己生母與阿庫婭的母親是姊妹關係，和阿庫婭是表姊弟，自己是透魔王國的王子，有資格繼承王位。後來，君特背叛神威一行人，但最後他在阿庫婭的歌聲下回復清醒，亦獲神威原諒。面對海卓拉，神威等人處於下風，但龍馬、拓海、馬克斯、里昂四人把其神器的力量注入神威手上的「夜刀神」，使其轉化為火焰紋章。被擊敗後瀕臨死亡的海卓拉召喚並吞噬了加隆以恢復力量，又恢復本來面貌，但最終仍不敵神威的火焰紋章。故事最後，龍馬和馬克斯均表示世人不應遺忘透魔王國，於是各自割讓部分領土予神威重建透魔，阿庫婭亦為神威加冕，三個王國迎來永恆的和平。

## 開發
因火焰之紋章系列銷量持續下滑，任天堂在前作《覺醒》開發時曾下達最後通牒，若銷量未如理想它將會成為系列最後一作。但是，遊戲開賣後在全球範圍取得極佳成績，這促使任天堂批准開發新作。一如以往，新作由任天堂企劃開發本部和Intelligent Systems共同開發。不少曾經參與製作《覺醒》的熟悉面孔回歸參與新作開發，並擔任相同職位，包括遊戲總監前田耕平和橫田弦紀、製作人成廣通和山上仁志、美術總監草木原俊行、角色設計師小崎祐介。其中，橫田弦紀同時擔任另一部遊戲《異度神劍X》的總監。《覺醒》的專案經理樋口雅大也以製作人的身份加入團隊。根據開發團隊的說法，他們認為《覺醒》是該系列的最後一部作品，因此在接到任天堂通知開發新作時感到震驚。在開發初期，遊戲曾被暫時命名為《火焰之紋章3DS II》。遊戲過場動畫由動畫公司Studio Anima製作，分鏡則由Spooky Graphic負責。為了製作不同版本，開發團隊拆分為數支小組，其中核心小組負責遊戲的共享資源，而其他小組負責獨立關卡設計。
開發團隊打算沿用《覺醒》的遊戲玩法，並再作改進和擴展。為了令玩家能夠體驗與角色們一起生活並了解他們，以及增加遊戲的可玩性，前田耕平於是建議加入「我的城堡」功能。部分開發人員更指這功能「本身就是一場遊戲」。「我的城堡」的社交元素原本只限於3DS的瞬間交錯通訊功能，但為了照顧一些居於瞬間交錯通訊活躍度較低地區的玩家，團隊決定添加互聯網連接功能。前田對早期遊戲的一些想法也在今次成功實施，包括龍脈能力和二代角色繼承技能的方式。由於遊戲具有不同版本，地圖設計比預期更為繁複，不同版本之間只有少量共通的地圖。在《覺醒》出現之前，團隊經常偏向顧及系列忠實粉絲而忽略新玩家的訴求，不少人因為遊戲過於困難而卻步。雖然在製作《覺醒》時團隊改良了遊玩模式，但他們仍認為有其他方法可以同時滿足新舊玩家的需要。為此，團隊除了新增不死鳥模式外，還把遊戲一分為二（《白夜王國》版較輕鬆而《暗夜王國》版則較困難），令玩家可按自身的能力來享受遊戲。另一方面，團隊也首次在系列遊戲引入主角能與同性角色締結婚姻關係的選項：在《白夜王國》版，玩家操控的女性主角能與特定的女性角色成婚；在《暗夜王國》版，玩家操控的男性主角則能與特定的男性角色結婚；而《透魔王國》版中玩家則會遇到上述兩個角色。任天堂稱此舉是為了反映玩家社群的多樣性。
遊戲內白夜王國和暗夜王國的文化截然不同：白夜王國的設計靈感源於封建時代的日本，而暗夜王國則類似於系列早期遊戲的中世紀歐洲環境。這兩個王國在許多方面形成鮮明對比，尤其在建築方面。白夜王國的建築主要往上空發展，多為明亮通風的空間，而暗夜王國則向下發展，以黑色和石頭為基調，甚至從古羅馬中汲取設計靈感。當開發工作剛開始時，團隊一致決定讓前作《覺醒》的角色設計師小崎祐介回歸，但一度憂慮新作涉及的角色數量之多會否成為窒礙他出任此職的因素。白夜王國角色的服飾同樣受到日本文化影響，部分角色的設計靈感更源自知名人物。小崎指龍馬的服裝以侍為原型，取材自武田信玄等歷史人物，他同時將獅子等動物圖案融入服裝內。為了突顯該國景觀明亮，小崎在設計服裝和髮色時偏向採用明亮的色彩。據前田所言，在遊戲設定上暗夜王國屬於長年沒有日照的國家，因此他營造了一種有「吸血鬼味道」的黑暗奇幻風格來突顯該國。小崎在設計角色時以黑色、藍色和紫色為主，試圖為該國角色帶來冷峻統一的形象。他設計兩國王族時也嘗試採用相同髮色等共通點來表示他們的家庭聯繫。另外，他在構思姐姐角色火乃香和卡美拉嘗試加入對比元素。在早期構思火乃香時，他已經打算把她設計為性格堅定做事直接果斷的角色。但在構思卡美拉時則把她的性格外表塑造成與火乃香完全相反：留著長髮和巨乳，性格成熟，充滿包容心。主角神威是小崎設計的首個角色。他動筆時沒有過多考慮主角的整體外觀，但會注重服裝使其不會過於偏向白夜或暗夜的風格，從而在主線故事的分岐點前保持玩家的中立性。當他聽到有關主角與龍有著特別強烈的遺傳聯繫時，隨即產生主角可能帶有獸性或手腳不利索的想法，於是加入赤足設定。他同時指這個設定是個會令玩家感到驚訝和困惑的「陷阱」。另外，阿庫婭的設計靈感來自亞瑟王傳說的湖中妖女薇薇安，小崎指這兩個角色是各自故事中的關鍵人物，為主角提供武器。遊戲封面展示了兩國王族，但由於角色設計矛盾，小崎稱繪畫過程十分痛苦，在定稿前開發團隊更為此經歷漫長討論。阿庫婭未有出現在《白夜王國》或《暗夜王國》的遊戲封面上，但她在《透魔王國》中扮演重要角色，因此她在該版本的主視覺圖上更為突出。

### 劇本
開發團隊在初步規劃階段檢討了粉絲和評論家對《覺醒》的評價。雖然遊戲玩法和畫面備受好評，亦有新玩家稱讚故事吸引，但部份忠實粉絲卻批評它過於簡單。為此，團隊決定撰寫一個能吸引新舊玩家的故事。故事概念會根據主角的立場而改變。這個決定源於山上仁志為首作《暗黑龍與光之劍》除錯時的想法，他指遊戲的其中一章可讓玩家在兩個角色之間選擇一個來加入自己的軍隊，但礙於當時紅白機遊戲盒帶的容量限制，玩家選擇哪個角色均不會改變故事行進，因此他非常希望可以選擇另一條路線來展開故事。從這個想法散發開來，團隊希望把玩家置於衝突雙方之中，同時表現雙方既非善亦非惡，因而決定製作兩個版本。計劃初期團隊的想法是讓玩家自己選擇與A國或者B國結盟，但後來山上再提出不與任何一方結盟的第三條路線，最終改為製作三版本遊戲。遊戲日文標題指玩家需要在遊戲內作出大量選擇，而英文標題則指主角支持其中一方來塑造和改變角色的命運。完成創作三個故事情節後，團隊便需要把遊戲分割為兩個獨立的實體版本。原因在於遊戲內容龐大，假若不分拆以單個遊戲推出其售價將會等同定價較高的組合包，不利於只想遊玩單個版本的玩家。採用這個方式的另一個原因是團隊可較容易為其他版本推出更便宜的追加下載內容（DLC）。此做法為玩家提供選擇，當他們到達故事分歧點後，便可以DLC方式購入另一路線，以便他們作出不同抉擇。橫田弦紀指每條路線的遊戲和故事內容與《覺醒》相若。
計劃敲定後，團隊意識到不可能在內部找人撰寫三條故事線，故打算委託其他人創作劇本。團隊嘗試在電子遊戲行業裏尋找適當人選，耐何苦尋無果，於是他們轉為考慮其他行業的作家。前田在此時提出邀請曾經創作多部漫畫和劇集的樹林伸擔任編劇。由於小崎和樹林的責任編輯是同一人，因此樋口便拜託小崎通過編輯聯繫樹林。2012年12月，前田和樋口與樹林會面，前田更向樹林遞交他初步撰寫的劇本。工作繁多的樹林本打算推卻這份差事，但他認為這次會面很有意義，因而向前田和樋口表示在遊玩其中一款遊戲後他會給予答覆。後來，樹林和他女兒都接觸了《覺醒》，後者不滿故事有點陳腔濫調的意見更成為他出任編劇的推力。起初前田只希望樹林為每個故事各寫作10頁情節摘要，但期間他漸漸喜歡遊戲角色，認為自己不可能只寫10頁的簡短摘要，最後單是白夜王國的故事便已寫了大約500頁。為了創作高質素故事，樹林在完成白夜王國篇後，又馬不停蹄開始為暗夜王國和透魔王國編撰等長的劇情。推動樹林創作的因素部分源於女兒的期望，最終他交出的劇本足以出版兩本書。樹林指自從自己玩了《覺醒》之後便能清楚掌握火焰之紋章系列的節奏，令他更容易編寫故事。《白夜王國》和《暗夜王國》的標題以日本漢字書寫，而《透魔王國》則以片假名書寫，以便區分。白夜和暗夜王國王族的許多性格特徵都是出自樹林之手。樹林完成劇本草稿後，便交由其他編劇負責其餘工作。《透魔王國》的故事由閃亂神樂系列編劇北島行德執筆，而他和他的劇本創作公司Synthese亦負責為《白夜王國》和《暗夜王國》撰寫支援對話。小室菜美是其中一位參與編寫三條故事線的編劇，此前她曾經為《覺醒》創作故事。

### 音樂
遊戲的配樂由多位作曲家譜寫。森下弘生和近藤嶺曾經負責為《覺醒》譜曲；金崎猛和馬場泰久曾參與瓦力欧制造系列的音樂創作，甲田雅人則知名於魔物獵人系列和狂野歷險系列。金崎、馬場和甲田三人都是首次為火焰之紋章系列作曲。系列資深作曲家辻橫由佳改為擔任音效指導。森下和金崎譜寫了遊戲大部分曲目。森下、近藤、金崎和甲田四人同時負責編曲。另外，辻橫為早期系列作品創作的不少曲目亦被重新混音並用於遊戲內。遊戲主題曲《if〜獨自沉思〜》由森下作曲和編曲，前田填詞，女歌手蓮花演唱。遊戲中女主角阿庫婭演唱的部分亦是蓮花負責。當時團隊正尋找擁有一把既純潔又神聖的嗓音、同時又能表達有力和脆弱的歌手，以符合女主角的定位。試鏡時，當他們聽到蓮花唱歌的一刻便馬上認定她就是合適人選。主題曲亦被製作成多個變奏版本。
遊戲原聲大碟於2016年4月27日發售。專輯的七張音樂光碟收錄了三版本遊戲合共134首配樂，並附有一本內含作曲家解說的小冊子。此外專輯還有一枚DVD，收錄了曾在本作和舊作出現的曲目的重混版本，三個開場動畫的高清版本，以及阿庫婭在《白夜王國》和《暗夜王國》版演唱時的過場動畫。專輯由八張唱片組成，曲目收錄數量是當時系列之冠。蓮花的首張單曲《if〜獨自沉思〜》在2015年7月1日發售。主題曲亦被收錄在遊戲原聲大碟內。

## 發行
2015年1月，任天堂在網絡直播節目任天堂直面會上宣佈推出一系列3DS遊戲，其中包括火焰之紋章系列新作。當時任天堂社長岩田聰揭露新作名稱為「火焰之紋章if」。在同年6月舉行的電子娛樂展上，任天堂披露英文版遊戲定名為。6月25日，任天堂在日本正式發售遊戲的《白夜王國》和《暗夜王國》。購買任一實體版本的玩家可透過DLC的方式，用較低廉的價格增購另一版本。《透魔王國》在遊戲開賣後兩星期以DLC的形式於任天堂eShop作獨家發布。除了兩個標準版本外，任天堂亦推出了限量的特別版套裝，內含預載了三個版本的遊戲卡、畫集以及其他贈品。11月6日，任天堂宣布即日在香港和臺灣推出《白夜王國》實體版，《暗夜王國》和DLC《透魔王國》則可經eShop下載。任天堂在西方世界發行遊戲時亦參照日本的發布模式。2016年2月，任天堂在北美地區發行兩個實體版本遊戲，並在一個月後以DLC形式推出《透魔王國》。同年5月20日，遊戲在歐洲開賣，而《透魔王國》則於6月9日發布。任天堂在北美和歐洲地區亦有推出特別版套裝。2022年2月16日，任天堂宣布逐步終止任天堂3DS的eShop數位內容購買服務，而遊戲所有DLC（包括追加下載地圖和《透魔王國》）的購買和下載亦將會在2023年3月下旬結束。
在日本，任天堂推出以火焰之紋章系列為題的交換卡片遊戲和以《覺醒》為背景的漫畫來推廣遊戲。卡片遊戲的兩個入門包附有代碼，玩家輸入後便可以DLC形式來使用馬爾斯和露琪娜這兩個角色。同時該遊戲的擴張包亦附有首作角色米奈娃的代碼。另外，任天堂還推出了《if》的特別版新任天堂3DS，以及獨立的可替換面板。遊戲於日本發售後，任天堂宣布同年9月會在《月刊Young Magazine》上連載以遊戲作背景的漫畫，並交由樹林執筆、小崎作畫。任天堂亦在2015年7月至9月期間發布了多張DLC地圖，部分與遊戲故事相關，也有一些是關於其他出現在舊作的角色。這些DLC地圖在北美和歐洲的推出時間分別是2016年2月至4月及同年5月中旬至7月下旬。
遊戲的英語翻譯由任天堂（美國）的本地化分支公司任天堂樹屋負責。任天堂樹屋在負責本地化的同時亦修改了部分遊戲內容。在日文版遊戲內，男性個人單位與女角索雷爾的支援對話被認為帶有性傾向治療元素而備受批評。為了避免引起爭議，任天堂樹屋在英語版遊戲內刪除了這類帶有類似元素的支援對話。英語版本亦刪走了玩家在個人房間透過觸控螢幕「撫摸」特定角色的臉頰來增加好感度的小遊戲元素，但2D互動和好感度提升則獲保留。同遭刪除的還有曾在《覺醒》出現的日語配音選項。任天堂（美國）發出聲明，指必要時還會更改其他未有指明的內容。英語版遊戲發行後，粉絲把它與原版比對，最終發現並指出一連串內容變化。此事在互聯網上引起軒然大波，不少玩家因而直接向任天堂作出投訴。這也促使粉絲組成團隊著手進行更忠於原著的非官方翻譯，但不久後他們便停止所有翻譯工作。

## 評價
遊戲普遍獲得正面評價。遊戲評論網站Metacritic基於35條評論給予《白夜王國》86分，另基於40條評論給予《暗夜王國》87分。針對DLC《透魔王國》，該網站基於25條評論而打出88分。至於包含所有版本的特別版，該網則基於36條評論而給予88分。在《FAMI通》四位評論家的交叉評論內，《白夜王國》和《暗夜王國》在40分滿分中獲得36分。評論家們均稱讚遊戲故事引人入勝、角色吸引，但同時指出兩個版本的角色之間關係錯綜複雜，玩家假如只玩某一版本可能會不太滿意和明白。另一方面，他們也指遊戲界面、各種戰鬥功能和關係機制清楚明瞭和易於使用，即使「我的城堡」功能看似未完善，整體遊戲體驗仍令人滿意。Eurogamer的馬丁·羅賓遜（Martin Robinson）推薦遊戲，稱讚它延續了《覺醒》的遊戲機制改良，甚至再向前邁進一步。他留意到整個遊戲故事和相關角色有著十分奇妙且複雜的道德觀，表面上正直的白夜王國發生了一些黑暗的轉折，而在暗夜王國的漆黑盔甲下卻有光明可尋。他同時批評遊戲分開發行屬於「不必要且複雜」，指此舉可能會疏遠一些被《覺醒》吸引的粉絲。他又指責任天堂樹屋的翻譯明顯失色，成品質素不如由遊戲本地化公司8-4翻譯的《覺醒》，甚至毫無技巧地刪除日本原版的撫摸機制。遊戲時光的編輯給予遊戲8.6分，稱讚遊戲的難度、角色、系統、配樂等方面，同時指出畫面仍有改善空間。他總結時稱開發商在現今戰略角色扮演遊戲日漸式微的環境下交出這部作品，明顯是以系列傳統元素留著老玩家，同時嘗試加入新元素吸引新玩家和休閒玩家。
Destructoid的克里斯·卡特（Chris Carter）表示《白夜王國》的故事一目了然，又能完整地保持複雜的角色關係，加上各項能減輕玩家挫敗感的機制，絕對是新玩家的最佳起點。Game Informer刊登賈維·格沃爾特尼（Javy Gwaltney）的評論，稱《白夜王國》是個「令人驚訝的黑暗故事」，雖然教學系統設計糟糕，但他仍讚揚遊戲玩法的改良，整體上給予正面評價。他亦指遊戲配樂很棒，背景和過場動畫令人難以置信，不過角色3D模型較為模糊。IGN的梅根·沙利文（Meghan Sullivan）指故事、音樂和視覺效果都很棒，她非常享受遊戲玩法，但批評任務重複而且多人連線界面緩慢。艾麗莎·雷·科里亞（Alexa Ray Corriea）在GameSpot上撰文，指遊戲的可玩地圖雖然變化不大，但玩法、策略性及角色間的互動令人十分著迷，她同時留意到某些場景角色的對話充滿了誇張的戲劇效果。任天堂世界報道的金伯利·凱勒（Kimberley Keller）綜觀遊戲所有版本，稱讚並指出它們均有足夠的內容吸引玩家購買，她又認為《白夜王國》具有傳統火焰之紋章作品的玩法元素，是玩家接觸和探索遊戲世界的理想方式。Polygon的格里芬·麥克羅伊（Griffin McElroy）和阿萊格拉·法蘭克（Allegra Frank）審視了遊戲所有版本，稱讚遊戲玩法和版本之間的相互作用，但不滿角色兵種系統過於複雜。他們亦表示《白夜王國》的戰役是「一場直截了當的復仇行軍，只須擊敗整隊敵軍或其指揮官便能摘取勝利果實」。針對遊戲玩法，GamesRadar+的康納·謝里丹（Connor Sheridan）和《電子遊戲月刊》雷·卡西盧（Ray Carsillo）與其他評論家持相同取態並給予好評：謝里丹指《白夜王國》的遊戲體驗與其他版本相比更為人熟悉，卡西盧則表示它對新玩家來說較易入口。
《暗夜王國》亦獲得大多好評。從遊戲玩法的角度來看，卡特發現《暗夜王國》的每場戰役皆有前設，玩家在行軍時需要考慮每個戰術，因此遊戲體驗較《白夜王國》艱難，但同時它的故事亦比《白夜王國》更有趣。格沃爾特尼形容《暗夜王國》是一部「充滿政治陰謀的黑暗奇幻史詩」，故事除了帶出一些棘手的道德問題，亦需要玩家勝出一系列更困難更複雜的戰役來扭轉局面，因此遊玩價值較高，所得的滿足感和自豪感更大。至於其他元素，他認為與《白夜王國》無大分別，配樂和圖形都很棒，教學系統設計一樣糟糕。何塞·奧特羅（Jose Otero）為IGN撰文，他同意沙利文讚揚遊戲故事、音樂和視覺效果等觀點，亦對多人連線界面緩慢感到失望。唯二不同的是，他認為《暗夜王國》的戰役艱難而且任務目標多樣，迫使玩家充分利用各種戰術機制。「我的城堡」亦只有少量建築物外觀主題可選，最終令建築物看起來一式一樣。GameSpot刊出彼得·布朗（Peter Brown）的評論，稱讚玩法多樣、角色設計迷人以及巧妙地把角色的人際關係和戰鬥融合，但批評情節「相當中庸」，又不滿可選的支線任務數量偏少。凱勒指《暗夜王國》的玩法結構更難，同時注意到它的故事基調明顯偏向喜劇、角色亦更為幽默，「可能是為了抵消選擇邪惡一方的罪惡感」。麥克羅伊和法蘭克表示《暗夜王國》更具挑戰性。謝里丹和卡西盧亦持相同觀點，並補充說遊戲不會讓玩家感覺自己是英雄。羅賓遜則指《暗夜王國》的難度和角色陣容明顯較《白夜王國》更吸引。
DLC《透魔王國》推出後，多位評論家都有不同意見。卡特認為它是一個很好的中間立場路線，稱讚故事不會以任何方式削弱《白夜王國》和《暗夜王國》的劇情，玩法機制結合了另外兩個版本的要素，並驚訝它的故事長度。科里亞高度讚揚《透魔王國》，她表示遊戲前期故事鋪陳牽強甚至「寫的懶散」，但由此產生的對話和曲折既有趣又感人，整個故事並比其他兩版更好更令人興奮。她還稱讚遊戲的玩法和多樣性，特別是它的地圖設計錯綜複雜，大多包含複雜的互動元素。凱勒指遊戲故事「讓玩家小心謹慎」，讚揚它的玩法在姊妹作中取得平衡，並稱它為姊妹作的「圓滿結局」。沙利文非常喜歡《透魔王國》的玩法完美融合了其他版本，但她亦同意科里亞對於故事的看法。卡西盧形容遊戲最令人滿意，提供了最全面的體驗，玩法也在其他兩版之間取得平衡。針對故事，他稱玩家可以在其他兩作對麾下角色有更全面的了解，但它們的通病是關鍵情節點模糊不清，倒是《透魔王國》叙述世界面臨危險和主角的責任，感覺上「更像一款真正的火焰之紋章作品」。格沃爾特尼不滿戰役和角色強度失衡，解釋指雖然前期戰役迫使玩家使用有限角色來擊敗敵人的做法令人滿意又緊張，但隨著故事推進這種強度逐漸減弱，最終使得後面的關卡幾乎沒有挑戰性。針對遊戲故事，他表示《白夜王國》和《暗夜王國》的劇情經過精心編寫，充滿毀滅性的損失和悲慘時刻，但《透魔王國》的情節「相當平淡和普通」。他在總結時更稱它是三款中最弱的版本。

### 銷量
2015年4月，任天堂宣布在日本推出特別版預購，但不到一天便被搶購一空。大量粉絲在互聯網上表示對於未能及時預購感到失望，這促使任天堂後來宣布會在開賣日增加出貨量。發行首週，遊戲在銷量榜上名列前茅：《白夜王國》和《暗夜王國》的初始銷量總計260,675份，特別版套裝售出42,991份，合計銷量達到303,666份。當中最暢銷的版本為《白夜王國》，《暗夜王國》為次。遊戲在第二週蟬聯銷量榜榜首，雙版本銷量合共54,896份。當中《白夜王國》仍然是最暢銷的版本，《暗夜王國》則下跌至第四位。到了第三週，遊戲雙版本的排名跌至第四位，賣出29,682份，總銷量達到345,253份。遊戲雜誌《Fami通》的銷售預測比實際數字為高，他們原本預期遊戲首週銷量會達到353,201份。7月，編劇樹林伸在個人推特上發文，聲稱本作是亞馬遜日本最暢銷的電子遊戲。根據《Fami通》的數據，截至2015年底，遊戲雙版本的總銷量為538,669份，躍升至2015年遊戲銷量排行榜第10位。
遊戲在西方世界的銷量同樣強勁。發行前夕，預載了三版本遊戲的特別版套裝預購量高，在2015年12月前便已銷售一空。由於電子遊戲零售商GameStop的訂購系統出現故障，預購量到達配額上限後錯誤地重新開放預訂，以致實際出貨量低於預購需求，GameStop表示受影響玩家可選擇取消訂單或者改訂另一款遊戲。在北美發行後首個週末，遊戲銷量超過30萬份，其中《白夜王國》最為暢銷，《暗夜王國》緊隨其後。電子遊戲新聞網站GameSpot估計它是同期《覺醒》首發銷量的五倍，成為系列歷史上銷量最快的遊戲。根據市場調查公司NPD集團的2月份報告，遊戲實體版和數位版銷量合計近40萬份，兩個版本都躋身遊戲銷量排行榜前十。此外，包括特別版在內的全版本總銷量在實體銷量排行榜位列第三名，是《覺醒》首月銷量的三倍多。當遊戲實體版在英國發行時，《白夜王國》一如以往成為最暢銷版本，並在全格式排行榜上位列第五，次於PlayStation 4獨佔的《神秘海域4：盗贼末路》、多平台發行的《毀滅戰士》和《家園戰線：革命》等作品。《暗夜王國》則在全格式排行榜上排名第11位。而在特定平台的銷售排行榜上，《白夜王國》和《暗夜王國》分別位列第六和第八位。在2015-2016財政年度結束後的財務簡報會上，任天堂表示遊戲已售出184萬份，其中日本銷量為78萬份，海外銷量則是106萬份。DLC《透魔王國》的銷量也很強勁，它在2015-2016財政年度任天堂產品的「最暢銷的五款DLC內容」分類內排名第五。但在2017年任天堂又給出不同的數據，它指截至2017年3月底遊戲在全球售出約160萬份，其中日本佔約50萬份，海外銷量約110萬份，這低於較早前公布的數字。而截至2019年12月，日本電腦娛樂供應商協會指遊戲已售出300萬份。

### 獲獎與提名
遊戲發行後獲得多個大獎的獎項和提名。在2015年度Fami通大獎上，遊戲獲頒優秀獎。2016年，遊戲亦獲不少提名。在2016年遊戲大獎上，遊戲獲提名最佳移動／掌上遊戲和最佳策略遊戲。在Destructoid的2016年度最佳中，遊戲入圍年度最佳3DS遊戲。在IGN的2016年度最佳獎中，遊戲獲提名年度最佳3DS遊戲和最佳策略遊戲。在GameSpot的2016年度遊戲獎上，遊戲入選最佳3DS遊戲五強。而在遊戲開發者選擇獎上，遊戲入圍最佳移動／掌上遊戲。

## 影響
2016年2月，遊戲主角神威在跨界格鬥遊戲《任天堂明星大亂鬥3DS/Wii U》中以追加下載角色的身份登場。玩家在該作可選擇男性或女性版本的神威出戰。在該作的3DS版本中，這次的追加下載內容還包括兩首額外的本作配樂以及兩個獎杯。另外，神威在其續作《任天堂明星大亂鬥 特別版》內同樣以可玩角色登場。本作不少角色也陸續在跨界手機遊戲《火焰之紋章 英雄》和啟發自無雙系列的砍殺遊戲《聖火降魔錄無雙》亮相。2017年7月，任天堂推出了以任天堂明星大亂鬥系列為主題的神威雙性別版本Amiibo。在2017年4月發行的《火焰之纹章 回声 另一位英雄王》內，玩家可掃瞄神威Amiibo，並在戰鬥中召喚其幻影作為臨時盟友。玩家亦可以在2019年7月發行的《火焰之纹章 风花雪月》內掃瞄Amiibo，並在支線任務中解鎖本作的配樂。

## 外部連結
- 官方网站（日語）
- 官方网站（英文）
- 官方网站（繁體中文）